# Sports Dimanche
Sports dimanche est la première émission de sport de l'histoire de la télévision française. Elle a été diffusée entre 1956 et 1975.

## Historique
L'émission Sports Dimanche est créée par le directeur du service des sports de la RTF, Raymond Marcillac, et est diffusée chaque dimanche soir sur RTF Télévision, puis sur la première chaîne de l'ORTF, du 18 novembre 1956 au 5 janvier 1975.
Elle a été réalisée par Solange Peter.
Parmi les présentateurs, on peut citer : Loys Van Lee, Georges de Caunes, Robert Chapatte, Léon Zitrone, Roger Couderc, Pierre Cangioni et Joseph Pasteur.